# Leioproctus rufoaeneus
Leioproctus rufoaeneus is een vliesvleugelig insect uit de familie Colletidae. De wetenschappelijke naam van de soort is voor het eerst geldig gepubliceerd in 1924 door Friese.